# Téboursouk
Téboursouk (arabe : تبرسق ) est une ville du Nord-Ouest de la Tunisie située à environ cent kilomètres à l'ouest de Tunis.
Rattachée au gouvernorat de Béja, elle constitue une municipalité de 11 865 habitants en 2014.
Située au pied des monts Téboursouk dans la dorsale tunisienne, la ville est bâtie à mi-pente d'une colline à 400 mètres d'altitude. Elle surplombe des oliveraies dans la vallée de l'oued Khalled.
À quatre kilomètres se trouvent les ruines de la cité romaine de Dougga.

## Histoire
Elle conserve de l'antique Thubursicum Bure une grande enceinte byzantine de forme pentagonale, érigée sous le règne de Justin II (565-578), et dont le front nord englobe une porte et un cimetière romain.
La ville obtient le statut de municipalité en 1904 sous le protectorat français et le statut de chef-lieu de délégation à l'indépendance de la Tunisie. En 2004, la municipalité a fêté le centenaire de sa création.

## Personnalités
- Geneviève Gavrel (1909-1999), artiste peintre de l'École de Paris, est née à Téboursouk.